# VRT Canvas
VRT Canvas (reso graficamente VRT CANVAS) è un canale televisivo belga edito dalla radiotelevisione nazionale fiamminga VRT. È stato lanciato il 1º dicembre 1997 in sostituzione della precedente seconda rete BRTN TV2.

## Storia
VRT Canvas viene lanciato dalla radiotelevisione fiamminga, con il nome Canvas, il 1º dicembre 1997 condividendo lo spazio di trasmissione con la rete per ragazzi Ketnet.
Inizialmente le trasmissioni cominciavano alle ore 20:00, dopo l'emissione dei programmi di Ketnet, fino a mezzanotte o l'una. Nei giorni feriali, la programmazione targata Canvas era solita iniziare con il programma di attualità Terzake. Successivamente, il 1º maggio 2012, Ketnet ottenne un proprio canale e la programmazione di Canvas venne ampliata con trasmissioni a partire dalle 14:00. 
Dal 27 ottobre 2018, Ketnet Junior è visibile su Canvas tutti i giorni dalle 10 alle 19 (la domenica fino alle 18), in aggiunta alle trasmissioni mattutine su Ketnet. In questo modo, i programmi per i giovani possono essere visti in replica sul secondo canale VRT. 
Nel settembre 2023, Canvas ha cambiato nome in VRT CANVAS, in linea con il precedente cambio di nome di VRT 1. 

### Canvas+
Originariamente circa una volta al mese, in seguito diverse sere alla settimana, Canvas trasmetteva un programma alternativo sulla televisione digitale attraverso il canale Canvas+. Questo programma iniziava solitamente dopo Terzake. 
Successivamente, il 1º maggio 2012 cessò di trasmettere, in seguito all'ampliamento degli orari di emissione.

## Programmazione
VRT CANVAS offre sia produzioni proprie che programmi acquistati, quali fiction, sitcom e programmi umoristici, trasmissioni di storia, scienza, attualità e cultura ed eventi sportivi.
Il canale, nei fine settimana, trasmette regolarmente trasmissioni sportive targate Sporza.

## Loghi

Logo usato dal 1997 al 2008
Logo usato dal 2008 al 2015
Logo usato dal 2015 al 2020
Logo usato dal 2020 al 2023
In uso dal 2023